# Ehrenberg (Rhön)
Ehrenberg (Rhön) – gmina w Niemczech, w kraju związkowym Hesja, w rejencji Kassel, w powiecie Fulda.